# Barronett (Wisconsin)
Barronett – jednostka osadnicza w Stanach Zjednoczonych, w stanie Wisconsin, w hrabstwie Barron.